# Отріс
Отріс (грец. Όθρυς) — гірський хребет у Греції. Відокремлює Фессалійську рівнину від долини річки Сперхіос. Довжина близько 90 км, висота до 1 726 м.
Масив складений кристалічними породами, перекритими на заході пісковиками, сланцями і вапняками. На схилах — росте середземноморська чагарникова рослинність, окремі гаї з дуба, а вище 1000 м — ялини. Зимові пасовища.
За давньогрецькими міфами Отріс — гора, яку зайняли Япет і його нащадки під час кривавої боротьби проти олімпійських богів.